# Ecorurb
Ecorurb ou ECOlogie du Rural vers l'URBain est un programme de recherche français mené conjointement par l'INRA, le CNRS, l'Université de Rennes 1 et 2 et l'INH en partenariat avec la ville de Rennes, la ville d'Angers et Rennes Métropole. Il vise à comprendre et quantifier la biodiversité dans les milieux urbanisés. Le programme se déroule de 2003 à 2012 ; l'expérimentation est réalisée à Rennes et à Angers.

## Buts
Le programme comporte plusieurs facettes. Il permet de caractériser la biodiversité animale et végétale d'espaces boisés isolés dans les trames urbaines et péri-urbaines, de mesurer l'effet de l'urbanisation sur certains taxons (modification de la taille corporelle, résistance à diverses contraintes écologiques), d'identifier les paramètres influençant le développement ou non de certaines espèces.
L'étude porte sur la climatologie (effet du climat sur les espèces, gradient thermique entre le centre ville et le rural), l'écologie animale et végétale, la parasitologie (inventaire des parasites des espèces), pédologie (influence du sol sur les implantations végétales et vice-versa) et sociologique (influence de l'homme sur l'environnement).

## Méthodologie
Des sites boisés d'environ un hectare sont choisis sur un gradient d'urbanisation depuis le centre ville jusqu'au périurbain (douze sites à Rennes et dix à Angers). Parmi ces sites, on distingue des stations expérimentales, où le sol est préalablement stérilisé pour étudier l'installation des espèces pionnières, et des sites où l'urbanisation va fortement augmenter durant la plage d'études.
Des données concernant la biodiversité, mais aussi la climatologie (évolution des températures) sont régulièrement relevées.